# Symplocos debilis
Symplocos debilis är en tvåhjärtbladig växtart som beskrevs av B. Ståhl. Symplocos debilis ingår i släktet Symplocos och familjen Symplocaceae. Inga underarter finns listade i Catalogue of Life.